# Adam Broż
Adam Broż (ur. 27 stycznia 1935 w Bielsku) – polski historyk sztuki i dziennikarz, od 1965 roku zamieszkały w Rzymie, sekretarz Emeryka Hutten-Czapskiego (1969–1979) i Karola Popiela (1970–1977), autor przewodników po Rzymie.

## Życiorys
Urodził się jako syn Stanisława i Urszuli z domu Jachimskiej.
Młodość spędził w Krakowie, gdzie w latach 1955–1961 studiował historię sztuki na Uniwersytecie Jagiellońskim. Równocześnie zajmował się fotografią artystyczną i pracował jako fotograf naukowy (asystent techniczny) na Akademii Medycznej w Krakowie.
W 1965 wyjechał na roczne stypendium Fundacji Rzymskiej im. Margrabiny J. S. Umiastowskiej poświęcone renesansowi włoskiemu do Rzymu. Tam został sekretarzem Emeryka Hutten-Czapskiego, prezesa Fundacji Margrabiny Umiastowskiej, a równocześnie sekretarzem samej fundacji. Pełnił te funkcje w latach 1969–1979. Odbył z Emerykiem Hutten-Czapskim szereg podróży antykwarycznych po Europie, głównie do Paryża. Ponadto w latach 1969–1977 pełnił funkcję sekretarza Karola Popiela, byłego członka rządu londyńskiego za czasów premierostwa generała Władysława Sikorskiego.
W latach 1968–2012 był administratorem Hospicjum Związku Polskich Kawalerów Maltańskich w Rzymie, przemianowanego następnie na Dom Maltański. Zatrzymywali się tam stypendyści polscy, m.in. Jerzy Vetulani, z którym Broż przyjaźnił się od około 1960 roku. Dla przybywających zza żelaznej kurtyny Polaków Hospicjum stało się „idealnym schronieniem w obcym kraju” dzięki przystępnym cenom i możliwości korzystania z kuchni. Adam Broż pracował równocześnie jako pilot wycieczek, oprowadzając po Rzymie polskie grupy.
W trakcie pobytu w Rzymie Adam Broż odbył kurs archeologii miasta i okolic oraz kurs konserwacji papieru, w tym książek. Poznał Federico Felliniego i statystował w jego filmie Casanova (1976). Pracował jako dziennikarz. Publikował m.in. w „Tygodniku Powszechnym”, „Przekroju”, „Kulturze”, „Narodowcu” i w nowojorskim „Nowym Dzienniku”, a później także w „Niedzieli” i „Akcencie”.
Pomógł w uzyskaniu włoskich marmurów wykorzystanych do odbudowy wnętrz Zamku Królewskiego w Warszawie w latach 70. i 80. XX wieku.
Wydał szereg przewodników turystycznych poświęconych Rzymowi: Rzym i Watykan. Przewodnik (Rzym 1982, sześć wydań do 1992), Historia lat świętych (Rzym 1983), Rzym – Rok Święty 1983. Jubileusz Odkupienia. Bulla papieska (wraz z B. Lewandowskim, Rzym 1983), Rzym i okolice. Przewodnik turystyczny (Warszawa 1984), Rzym. Watykan. Historia lat świętych. Przewodnik (Rzym 2001), Rzym po polsku (2009, wznowienie 2014) oraz Watykan. Przewodnik pielgrzyma (Warszawa 2010, wspólnie z Marią Betlejewską). Wystąpił w wyprodukowanym przez Telewizję Polską serialu dokumentalnym Polacy w Rzymie i Watykanie (2014).
Na przestrzeni lat Broż zgromadził kolekcję rycin z portretami artystów, spośród których siedemdziesiąt trzy grafiki zostały zaprezentowane na wystawie Portrety artystów w grafice. Ryciny z kolekcji Adama Broża na Zamku Królewskim w Warszawie w 2015.
W 1984 Adam Broż został wybrany członkiem Zrzeszenia Wolnych Dziennikarzy w Monachium. Od 1 stycznia 1997 akredytowany w biurze prasowym Stolicy Apostolskiej.
Żonaty z Bożeną z domu Sikorską, lekarką.

## Publikacje (wybór)
- Tadeusz Kałkowski: Tysiąc lat monety polskiej. Kraków: 1963. Brak numerów stron w książce Wznowienie w 1974 i 1981 – autor fotografii.
- Rzym i Watykan. Przewodnik. Plurigraf, 1982. Brak numerów stron w książce
- Rzym – Rok Święty 1983. Jubileusz Odkupienia. Bulla papieska. Roma: Soprani, 1983. Brak numerów stron w książce
- Rzym i okolice. Przewodnik turystyczny. Warszawa: Krajowa Agencja Wydawnicza, 1984. Brak numerów stron w książce
- Rzym. Watykan. Historia lat świętych. Plurigraf, 2001. Brak numerów stron w książce
- Rzeźba dekoracyjna Sukiennic krakowskich z okresu restauracji i przebudowy przez Tomasza Prylińskiego w latach 1875–1979. „Rozprawy Muzeum Narodowego w Krakowie”. 2, s. 41–93, 2004.
- Watykan. Przewodnik pielgrzyma. Przewodniki Wiedzy i Życia, Hachette Livre Polska, 2006. Brak numerów stron w książce Wraz z Marią Betlejewską.
- Rzym po polsku. Świat Książki, 2009. Brak numerów stron w książce Wznowienie 2014.
- Emeryk Hutten Czapski, jr: wspomnienia sekretarza. „Prace Komisji Historii Nauki PAU”. 13, s. 117–128, 2014.
- Rzymskie spotkania z Jerzym. W: Wybitni uczeni we wspomnieniach. Jerzy Vetulani. Warszawa: Biuro Upowszechniania i Promocji Nauki PAN, 2019, s. 185–187. ISBN 978-83-63305-73-4.

## Odznaczenia
- Krzyż Orderu pro Merito Melitensi (1987)[11];
- Komandor Orderu pro Merito Melitensi (2001)[11].